# Prinses Amaliaplein
Het Prinses Amaliaplein is een plein in Amsterdam-Zuid.
Het plein is al te zien op Plan Zuid van Hendrik Petrus Berlage uit 1917. Het vormt het sluitstuk van de Minervalaan richting het Zuiderstation. Het zou echter nog jaren duren voordat de stad dit punt bereikte, maar de grondtekening is eigenlijk nauwelijks veranderd. Op dat uitgetekende plan is een open ruimte te zien in de vorm van een vijfhoek. In de loop der jaren verschenen er dan gebouwen, waarbij ten zuiden van de Prinses Irenestraat geheel andere bebouwing (kantoren) staat dan ten noorden (luxe stadsvilla’s). Dat leverde weliswaar een vierkant op, maar de inrichting van de plein kreeg opnieuw de vorm van een vijfhoek met een van de punten wijzend naar het Zuidplein. Het leverde de plaatselijk bijnaam voor dit plein op: De Vijfhoek.
Naar het zuiden toe sluit het middels brug 863 (hier dus een tunnel) met daarop de Strawinskylaan aan op het genoemde plein Zuidplein met daarachter liggend het Station Amsterdam Zuid. Door de almaar toenemende bedrijvigheid in de buurt; het World Trade Center Amsterdam ligt aan het Zuidplein, en de verdere ontwikkeling van de Zuidas vond de gemeente het verstandig dit plein een officiële naam te geven: Prinses Amaliaplein. De naam De vijfhoek was namelijk nergens vastgelegd en dus ook niet vindbaar op digitale kaarten. Vastlegging van die naam kon toen al niet meer, doordat op dat plein de in- en uitgang kwam van een fietsenstalling (Strawinskyfietsenstalling van Wurck) en de vijfhoekige vorm daardoor verloren was gegaan. Het plein werd in 2018/2019 verder heringericht in overleg met de buurt.

## Naamgeving
Op 29 december 2019 besloot Burgemeester en wethouders van Amsterdam het plein te vernoemen naar Catharina-Amalia Beatrix Carmen Victoria van Oranje-Nassau, roepnaam Amalia. Men koos voor prinses Amalia omdat meerdere straten hier vernoemd zijn naar leden van het koningshuis (Prinses Irene, Prinses Marijke en Prinses Margriet en het Beatrixpark). In eerste instantie had de gemeente een park naar haar willen vernoemen; het Prinses Amaliapark, dat zou komen te liggen in de hoek van de Vivaldistraat, Hector Berliozlaan. Het park verdween van de tekentafel, de naam Amaliapark werd per gelijke datum ingetrokken waardoor de naam Prinses Amalia “vrijkwam”.
Amsterdam kent in Oud-West de Amaliastraat, die vernoemd is naar Amalia van Solms, echtgenote van Frederik Hendrik van Oranje. De naam van de naar haar vernoemde straat begint aan het naar hem genoemde Frederik Hendrikplantsoen.